# Ferdinand Böhme
Ferdinand Böhme (alemany: August Julius Ferdinand Böhme)  (Bad Gandersheim, 4 de febrer de 1815 - Bad Gandersheim, 30 de maig de 1884) va ser un músic alemany que va viure als Països Baixos durant molt de temps.
Era fill del músic de la ciutat, Christian Böhme, que també va estar involucrat amb "Liedertafel Concordia" a Bad Gandersheim. Va rebre la seva formació musical a Leipzig i Kassel. Els professors van ser Karl Frederich Zoellner, Carl Schmittbach, Ludwig Spohr i Moritz Hauptmann. Va fundar i dirigir un cor femení a Bad Gandersheim. Després també va treballar com a violinista i director d'orquestra a Suïssa, inclòs a Berna (cor) i Ginebra (orquestra). De 1846 a 1875 va treballar com a cap de totes les associacions de música (inclòs Euterpe) i de les escoles de Dordrecht i, en aquesta capacitat, també era el comandant de la banda (i el tinent) de la milícia de Dordrecht. El 1864 va rebre dues partitures orquestrals com a gràcies per la seva tasca a l'ajuntament de Dordrecht de l'alcalde Gerrit Adrianus de Raadt. Com a professor, va ser el responsable de l'educació de Willem Kes per a la música a una edat primerenca. Li va donar lliçons de violí, teoria musical i lectura de partitures. Altres estudiants van ser James Kwast i Cornelis van der Linden.
El 1875 va marxar a Alemanya a causa d'una malaltia ocular. Va compondre i va arranjar una sèrie d'obres, però pocs van aparèixer en forma impresa.
Els seus motius triomfals sobre les seves marques, el Donizetti pour le piano, apareixien imprès el 1847 (Paling & Co.). La seva Marcia Funebre en memòria d'Ary Scheffer i Souvenir del 9 d'agost de 1859, Marche pour le piano (dedicada a Cornelia Paulina van den Santheuvel i Paul Hendrik Geraerds Thesingh) va aparèixer el 1859. El 1862 es va realitzar una cantata de festa durant la inauguració d'una estàtua del mateix Scheffer. La benedicció de maig per a un cor a cappella del mateix any es va realitzar a Arnhem.

## Obres més difoses d'August Julius Ferdinand Böhme
- Dramatische Ouverture : (Nr. 9) : für gr. Orchester; op. 40[3]
- Ausführliche Anleitung über den Tabakbau im kleinen in Heimgärten, in Blumentöpfen[3]
- Marcia funebre: ter nagedachtenis aan Ary Scheffer[3]
- Dramatische Ouverture (No. 9.) für grosses Orchester. Op. 40. Partitur[3]
- Quator 1: pour 2 violons, alto et violoncelle[3]
- Fest- und Confirmationspredigten vor einer Landgemeine[3]
- Marche: pour le piano : souvenir du 9 août 1859[3]
- Divertissement: pour violon avec accompagnement de piano[3]
- Stammbuch des Dirigenten August Julius Ferdinand Böhme - Mscr.Dresd.App.1912[3]